# Tschitscherinellus
Tschitscherinellus is een geslacht van kevers uit de familie van de loopkevers (Carabidae). De wetenschappelijke naam van het geslacht is voor het eerst geldig gepubliceerd in 1906 door Csiki.

## Soorten
Het geslacht Tschitscherinellus omvat de volgende soorten:
- Tschitscherinellus cordatus (Dejean, 1825)
- Tschitscherinellus oxygonus (Chaudoir, 1850)